# فهرست چت‌بات‌ها
چت‌بات یک برنامه نرم‌افزاری یا رابط وب است که برای تقلید مکالمه‌های انسانی از طریق تعاملات متنی یا صوتی طراحی شده است. چت‌بات‌های مدرن برخلاف چت‌بات‌های ساده قدیم، معمولاً آنلاین هستند و از سیستم‌های هوش مصنوعی مولد استفاده می‌کنند که قادر به حفظ مکالمه با کاربر به زبان طبیعی و شبیه‌سازی رفتار یک انسان به عنوان یک شریک مکالمه هستند. این چت‌بات‌ها اغلب از یادگیری عمیق و پردازش زبان طبیعی استفاده می‌کنند. برخی از چت‌بات‌ها برای اهداف خاصی طراحی شده‌اند، در حالی که برخی دیگر با کاربران در مورد طیف گسترده‌ای از موضوعات چت می‌کنند.
این صفحه فهرستی از چت‌بات‌های برجسته را نشان می‌دهد.

## چت‌بات‌های عمومی
| چت‌بات               | توسعه‌دهنده         | انتشار            | پلتفرم                                                                       | فن‌آوری                        | مجوز                         | یادداشت                                                                     |
| ------------------- | ------------------ | ----------------- | ---------------------------------------------------------------------------- | ----------------------------- | ---------------------------- | --------------------------------------------------------------------------- |
| آمازون الکسا        | آمازون             | ۲۰۱۴-۱۱-۰۶        | فایر اواس، آی‌اواس، اندروید، لینوکس، مایکروسافت ویندوز، ور اواس               | [ ۴ ] [ ۵ ]                   | مالکیتی                      | دستیار مجازی                                                                |
| علی‌جنی              | گروه علی‌بابا       | ۲۰۱۷-۰۷-۰۵        | ?                                                                            | ?                             | ?                            | دستیار مجازی                                                                |
| دستیار گوگل         | گوگل               | ۲۰۱۶-۰۵-۱۸        | اندروید، کروم اواس، آی‌اواس، آی‌پداواس، کای‌اواس، لینوکس، اندروید تی‌وی، ور اواس | ?                             | ?                            | دستیار مجازی                                                                |
| بیکسبی              | سامسونگ الکترونیکس | ۲۰۱۷-۰۴-۲۱        | اندروید، تایزن، مایکروسافت ویندوز، ور اواس                                   | ?                             | انحصاری، به جز اجزای منبع‌باز | دستیار مجازی                                                                |
| چت‌جی‌پی‌تی            | اوپن‌ای‌آی           | ۲۰۲۲-۱۱-۳۰        | برنامه کاربردی وب، آی‌اواس، اندروید                                           | جی‌پی‌تی ۳, جی‌پی‌تی ۴            | مالکیتی                      |                                                                             |
| کلود                | آنتروپیک           | ۲۰۲۳–۰۳           | برنامه کاربردی وب، آی‌اواس                                                    | Claude 2.1                    | مالکیتی                      |                                                                             |
| کلوربات             | Rollo Carpenter    | ۲۰۰۸–۱۰           | برنامه کاربردی وب                                                            | ?                             | ?                            | برنده مسابقه هوش مکانیکی ۲۰۱۰                                               |
| مایکروسافت کوپایلوت | مایکروسافت         | ۲۰۲۳-۰۲-۰۷        | برنامه کاربردی وب، مایکروسافت ویندوز، آی‌اواس، اندروید                        | مایکروسافت پرومتئوس، جی‌پی‌تی ۴ | مالکیتی                      | به عنوان بینگ چت راه اندازی شد                                              |
| ارنی بات            | بایدو              | ۲۰۲۳-۰۳-۱۶        | ?                                                                            | ?                             | ?                            |                                                                             |
| جمینی               | گوگل               | ۲۰۲۳-۰۳-۲۱        | برنامه کاربردی وب، اندروید، آی‌اواس                                           | جمینای                        | مالکیتی                      | سابقا به عنوان بارد                                                         |
| گراک                | ایکس‌ای‌آی           | ۲۰۲۳-۱۱-۰۴        | برنامه کاربردی وب                                                            | ?                             | مجوز آپاچی                   |                                                                             |
| کوکی                | Steve Worswick     | ۲۰۱۳ یا قبل از آن | برنامه کاربردی وب، خدمات شبکه‌های اجتماعی                                     | Pandorabots AIML              | ?                            | برنده پنج بار جایزه لوبنر که برای دوستی با انسان‌ها در متاورس طراحی شده است. |
| سیم‌سیمی             | ISMaker            | ۲۰۰۲              | برنامه کاربردی وب، آی‌اواس، اندروید                                           | ?                             | ?                            |                                                                             |
| سیری                | اپل                | ۲۰۱۱-۱۰-۰۵        | آی‌اواس، آی‌پداواس، واچ اواس، مک‌اواس، تی‌وی‌اواس، هوم‌پاد، ویژن اواس              | ?                             | ?                            | دستیار مجازی                                                                |
| پای                 | اینفلکشن ای‌آی      |                   |                                                                              |                               |                              |                                                                             |

## تاریخچه چت‌بات‌ها
| چت‌بات       | توسعه‌دهنده                                        | انتشار     | توقف                  | پلتفرم                                                  | فن‌آوری                                 | مجوز    | یادداشت                                                                                          |
| ----------- | ------------------------------------------------- | ---------- | --------------------- | ------------------------------------------------------- | -------------------------------------- | ------- | ------------------------------------------------------------------------------------------------ |
| کورتانا     | مایکروسافت                                        | ۲۰۱۴-۰۴-۰۲ | ۲۰۲۳-۰۸-۱۱            | مایکروسافت ویندوز، ویندوز فون، آی‌اواس، اندروید، Xbox OS | Tellme Networks, Satori, Microsoft Eva | مالکیتی | یک دستیار مجازی منسوخ که توسط مایکروسافت کوپایلوت جایگزین شد.                                    |
| الیزا       | Joseph Weizenbaum                                 | ۱۹۶۴       | ۱۹۶۷ (توسعه متوقف شد) | ?                                                       | [ ۱۷ ]                                 | ?       | توسعه یافته در مؤسسه فناوری ماساچوست                                                             |
| یوجین گوسمن | Vladimir Veselov, Eugene Demchenko, Sergey Ulasen | ۲۰۰۱       | ۲۰۱۴-۰۶-۰۷            | ?                                                       | ?                                      | ?       |                                                                                                  |
| تای         | مایکروسافت                                        | ۲۰۱۶-۰۳-۲۳ | ۲۰۱۶-۰۳-۲۴            | توییتر                                                  | ?                                      | ?       | پس از دستکاری ترول‌های آنلاین، به سرعت نظرات سمی و نژادپرستانه تولید کرد. پس از ۱۶ ساعت تعلیق شد. |

## چت‌بات‌هایIM
- GooglyMinotaur، اولین ربات منتشر شده توسط ActiveBuddy (ژوئن ۲۰۰۱-مارس ۲۰۰۲)[۲۲]
- SmarterChild توسط ActiveBuddy توسعه یافته و در ژوئن ۲۰۰۱ منتشر شد.[۲۳]
- Infobot، یک دستیار در کانال‌های IRC مانند perl#، در درجه اول برای کمک به پاسخگویی به سوالات متداول (ژوئن ۱۹۹۵-امروز)[۲۴]

## سرویس‌ها
- پو – نرم‌افزار توسعه یافته توسط کورا